# Алахадзы (село)
Алахадзы (абх. Алаҳаӡы; груз. ალახაძი) — село в Абхазии, в Гагрском районе частично признанной Республики Абхазия, согласно административному делению Грузии — в Гагрском муниципалитете Абхазской Автономной Республики, курорт на берегу Чёрного моря. Находится между Гагрой и Пицундой.
Этимология названия происходит от абхазских слов алаха — инжир, аӡыхь — родник, что дословно переводится, как «родник у инжира».

## Население
В 1927 году в посёлке имелось 100 армянских дворов и около 80 грузинских. Из-за желания выдвинуть в председатели сельсовета представителя своей национальности, в среде зажиточной грузинской верхушки началась агитация за присоединения с. Алахадзе к селу Колхида (где преобладали этнические грузины). Армяне высказали недовольство, поскольку села разделяло свыше 7 км. Бедняцкая часть грузинского населения села, по замечаниям авторов, в целом равнодушно относилась к попыткам укрупнения.
По данным переписи 1959 года в селе Алахадзы жило 2 874 человека, большинство которых составляли армяне.
К 1989 году в селе Алахадзы проживало 4277 человек, большинство из которых составили армяне и грузины. Большая часть грузин покинула село в ходе грузино-абхазского конфликта в начале 1990-х.
По данным переписи 2011 года численность населения сельского поселения (сельской администрации) Алахадзы составила 2 876 жителей, из них 1 308 человек — армяне (45,5 %), 894 человека — абхазы (31,1 %), 376 человек — русские (13,1 %), 185 человек — грузины (6,4 %), 33 человека — украинцы (1,1 %), 14 человек — греки (0,5 %), 66 человек — другие (2,3 %).
| Численность населения | Численность населения | Численность населения | Численность населения | Численность населения |
| 1926                  | 1959                  | 1970                  | 1989                  | 2011                  |
| --------------------- | --------------------- | --------------------- | --------------------- | --------------------- |
| 1620                  | ↗2874                 | ↗3414                 | ↘1989                 | ↗2876                 |

## История
В античные времена Алахадзыхь был религиозным центром Западной Абхазии. Абхазские племена, жившие в долине реки Бзыбь, протекающей рядом с Алахадзыхь, совершали жертвоприношения у инжирового дерева, считавшегося священным, отсюда и название посёлка. Сюда приходили с молитвами об урожае, дожде, исцелении от недугов и т. д.
В византийскую эпоху, когда в крае утвердилось христианство, в Алахадзыхь была построена большая базилика, которая датируется VI в. К этому же времени относится и сохранившаяся до настоящего времени церковь в поселке.
В средневековом периоде в Алахадзыхь возникла фактория итальянских республик Генуи и Венеции, просуществовавшая вплоть до османского нашествия. В XIX веке земли в бассейне реки Бзыбь принадлежали абхазскому княжескому роду Инал-Ипа.
В 1901 году в Алахадзыхь был сослан опальный ярославский купец Николай Васильевич Игумнов.
Игумнов был очень богатым человеком. Вместе с купцами Карзинкиными он был совладельцем торгово-промышленного товарищества «Ярославская Большая мануфактура» и золотых приисков в Сибири.
Накопив огромный капитал, он построил в Москве большой дом, ныне известный как Особняк купца Игумнова. В 1901 году Н. Игумнов пригласил знатных москвичей к себе на бал. Желая в очередной раз потрясти воображение гостей, купец велел усыпать весь пол настоящими золотыми монетами новой чеканки с профилем императора Николая II. Так и танцевали вельможные пары, не задумываясь над тем, что в буквальном смысле попирают ногами самого императора. Едва ли не на следующий день сведущие люди «с прискорбием» доложили об этом государю. В ответ из Санкт-Петербурга пришло Высочайшее распоряжение выслать Игумнова из Москвы (без права возвращения в оную) в его кавказское имение рядом с абхазским селом Алахадзыхь. Больше уже владелец в свой столичный дворец не вернулся.
Ссыльный приехал, осмотрелся, приобрёл за бесценок 600 десятин земли, изучил климатический вопрос и осушил болота, сажая эвкалипты и болотные кипарисы (растения, хорошо впитывающие влагу), а на осушенных болотах развёл фруктовый сад и животноводческое хозяйство. На морском берегу построил рыбоконсервный завод и построил себе маленький дворец.

Рабочие условия для тех лет были очень приличные. Для рабочих построили общежития с комнатами на двоих, с отдельными курительными залами — невиданные по тем временам коммунальные условия. Для семейных он возвёл домики, которые через какое-то время переходили в собственность семьи рабочего вместе с участком земли. Потом Игумнов принялся за осушение болот: завез 800 эвкалиптов, сотни болотных кипарисов, которые постепенно освободили побережье от зловонных болот. Баржами по морю стали завозить плодородную кубанскую землю… На осушенных землях Игумнов завёл племенные животноводческие хозяйства. Будучи ярославским купцом, он завез в эти южные края родных ярославских бурёнок, которые прекрасно прижились на этой черноморской земле. Но главным, любимым детищем Николая Васильевича стал диковинный сад… Его заботами был выращен мандариновый сад, посажены плантации лечебных деревьев — камфарного и хинного. Высажены необычные для этих мест плантации киви, манго, тунга и табака. Было запущено предприятие «Абхазский бамбук»… Сейчас даже трудно представить, сколько сделал для этого края сосланный сюда когда-то опальный купец…
Огромную букву «И» легко увидеть на карте Абхазии, снятой из космоса. Рядом с ней можно различить ещё две, правда, менее четкие, «Н» и «В». Это кипарисовые аллеи, посаженные в форме инициалов. Высажены они были в поселке Алахадзыхь более ста лет тому назад русским купцом Николаем Васильевичем Игумновым…

После революции 1917 года Николай Васильевич добровольно передал свои огромные хозяйства новой власти и, отказавшись эмигрировать с семьёй во Францию, остался агрономом при Совхозе III Интернационала.

В 1924 году Николая Васильевича не стало. Похоронили его скромно, обсадив могилу так любимыми им кипарисами.
Имя и деяния русского купца Игумнова затерялись и практически исчезли из официальных исторических документов. Но народная память не просто сохранила историю Игумнова, но даже сложила о русском купце красивые легенды…
Поэтому в Пицунде каждый житель, показывая приезжим этот удивительный край, похожий на рай, обязательно скажет: «Это Игумнов посадил… это Игумнов построил…»
Один таксист, абхаз, горячо говорил мне: «Да такому человеку надо памятник из чистого золота ставить. Он для нас, абхазов, — брат, русский брат. Он столько хорошего сделал для этой земли… Жалко, что многие это забыли… Ничто не назвали здесь его именем, а ведь он заслужил…»

В настоящее время совладелица гостиницы «Сосновая роща» Людмила Иродионовна Лолуа восстановила могилу Игумнова и поставила над ней большой православный крест.
В 1915 году в Османской Турции начался геноцид армян. Часть беженцев, чудом спасшиеся от верной гибели, были поселены в Абхазии, в том числе и в селе Алахазы. Армянским беженцам выделяли большие наделы плодородной земли и помогали материально. Сегодня в Алахадзыхь живут в основном потомки тех беженцев.
В годы первой русской революции на здешних предприятиях и в помещичьих имениях происходили забастовки, наблюдались волнения среди крестьян.
После национализации имения в 1921 году было организовано крупнейшее хозяйство племенного скота в регионе — совхоз им. III Интернационала и цитрусовый совхоз. Здесь проводились работы по освоению таких новых культур, как хинное дерево, лимонный сорго, тунг, эвкалипт лимонный, табак и т. д. Цитрусовый совхоз был высокорентабельным многоотраслевым хозяйством, неоднократным участнтком ВДНХ, одним из передовых сельскохозяйственных предприятий Грузинской ССР. До войны с Грузией Алахадзыхь было одним из самых богатых сел в регионе.
Сегодня на бывших землях Игумнова и Инал-ипа выращивают цитрусовые, киви, лавровые и эвкалиптовые деревья, алычу, мушмулу, хурму и многие другие сельскохозяйственные культуры.

## Климат
Климат в Алахадзыхь влажный средиземноморский субтропический, схожий с климатом Гагры. Лето тёплое (температура августа +29°C), зима мягкая, температура января около +11 °C, среднегодовая +16,5 °C.
Осадки (около 1400 мм/год) выпадают в течение всего года, преимущественно в виде дождей.